# Asthenargoides
Asthenargoides és un gènere d'aranyes araneomorfes de la subfamilia Erigoninae, dins de la família Linyphiidae.
Fou descrit per primera vegada per Kiril Ieskov l'any 1993.
Es pot trobar a la Sibèria.

## Llista d'espècies
Segons The World Spider Catalog 12.0:
- Asthenargoides kurenstchikovi Eskov, 1993
- Asthenargoides kurtchevae Eskov, 1993
- Asthenargoides logunovi Eskov, 1993 (Espècie tipus)